# 岩手社会保険事務局
岩手社会保険事務局（いわてしゃかいほけんじむきょく）は、岩手県盛岡市にあった社会保険庁の地方支分部局で、岩手県を管轄していた。

## 管内社会保険事務所等
- 岩手社会保険事務局盛岡社会保険事務室（盛岡社会保険事務所）
- 花巻社会保険事務所
- 二戸社会保険事務所（岩手社会保険事務局二戸事務所）
- 一関社会保険事務所
- 宮古社会保険事務所